# Застугнянська сільська рада
| Застугнянська сільська рада — орган місцевого самоврядування у Васильківському районі Київської області з адміністративним центром у с. Застугна. Водоймища на території, підпорядкованій даній раді: Стугна. Сільській раді підпорядковані населені пункти: - с. Застугна - с. Безп'ятне - с. Зозулі - с. Кулібаба - с. Червоне |

## Склад ради
Рада складається з 16 депутатів та голови.

### Керівний склад ради
| ПІБ                         | Основні відомості                                                         | Дата обрання | Дата звільнення |
| --------------------------- | ------------------------------------------------------------------------- | ------------ | --------------- |
| Невечеря Олексій Сергійович | Сільський голова, 1972 року народження, освіта                            | 26.03.2006   | 31.10.2010      |
| Невечеря Олексій Сергійович | Сільський голова, 1972 року народження, освіта вища, член Партії регіонів | 31.10.2010   | 26.02.2014      |

Примітка: таблиця складена за даними джерела